# Lydén Distillery
Lydén Distillery är en svensk producent av hantverksmässig gin och sprit i Ljungby i Kronobergs Län. Bolaget grundades 2019 av Roger Lydén och sonen Emil Lydén.
Genom åren har de tilldelats flera guldmedaljer i stora och prestigefyllda internationella tävlingar och utsetts till World’s Best London Dry Gin och World’s Best Matured Gin i World Gin Awards.